# Kensho Ogasawara
Kensho Ogasawara (小笠原 賢聖 Ogasawara Kensho?), född 26 mars 1995 i Tokyo prefektur, är en japansk fotbollsspelare.
Ogasawara började sin karriär 2017 i YSCC Yokohama.